# Nasrin Kadri
Nasrin Kadri (Arabisch: نسرين قادري; Hebreeuws: נסרין קדרי) (Haifa, 2 september 1986), ook vaak als Nasreen Qadri gespeld, is een Arabisch-Israëlische zangeres. Haar repertoire bestaat in eerste plaats uit Hebreeuwstalige nummers, gevolgd door het Arabisch.

## Biografie
Kadri werd geboren in Haifa, uit islamitische Arabisch-Israëlische ouders. Haar vader was taxichauffeur, haar moeder verpleegster. Ze groeide op in Lod. Een decennium lang had Kadri een relatie met de Joods-Israëlische muzikant Aviezer Ben Moha. Tijdens deze relatie begon ze een formeel bekeringsproces tot het jodendom. In juli 2017 verloofde het stel zich, in september datzelfde jaar gingen ze uit elkaar.
In 2018 voltooide Kadri haar bekering en nam vervolgens de Hebreeuwse naam Bracha (בְּרָכָה; 'zegen') aan. Volgens nieuwsberichten werd haar bekering echter niet erkend door het Opperrabinaat of het Israëlische ministerie van Binnenlandse Zaken, omdat het zou zijn uitgevoerd door een rabbijn die onafhankelijk was van de autoriteiten.
In april 2022 trouwde Kadri met haar Joods-Israëlische partner Rom Shamir, met wie ze in Herzliya woont. Naar aanleiding van het huwelijk verscheen de single 'Hakol Kvar Katuv' (הכל כבר כתוב; 'Alles is al geschreven'). In oktober 2022 kreeg het stel hun eerste kind.

## Carrière
Na jarenlang te hebben opgetreden in kleine clubs en bars, won Kadri in 2012 de talentenjacht Eyal Golan Kore Lach (Hebreeuws voor 'Eyal Golan roept jou'). Tijdens dit tv-programma zong ze onder meer nummers van Mizrachische artiesten zoals Sarit Hadad en Zehava Ben. In 2014 verscheen Kadri's gelijknamige debuutalbum.
In oktober 2015 nam ze deel aan Festival Hapsanter (Hebreeuws voor 'Het pianofestival') en was daarmee de eerste Israëlische Arabier die op dit festival optrad. Diezelfde maand bracht ze tijdens de hoofdbijeenkomst ter nagedachtenis aan premier Yitzhak Rabin het nummer 'Halevai' ('Als het zou gebeuren') van Boaz Sharabi ten gehore.
Het tweede album Banadik (בנאדיק; Arabisch voor 'Ik riep je') verscheen in januari 2016.
In april 2017 werd Kadri uitgenodigd door de Israëlische minister van Cultuur Miri Regev om op te treden tijdens Jom Hazikaron, de gedenkdag waarop de Israëlische doden uit alle Israëlische oorlogen worden herdacht.
In september 2018 verscheen het album Lomedet Lalechet (לומדת ללכת; 'Leren te lopen'), met daarop de cover 'Goral Echad' (גורל אחד; 'Eén bestemming') van de Joods-Israëlische zangeres Ofra Haza. Het nummer gaat over het hebben van maar één bestemming, de plek waar je thuishoort. In dit geval de regio die men Israël dan wel Palestina noemt. De single 'Albi Maak' (Arabisch voor 'Mijn hart is bij jou') werd een grote hit. In de bijbehorende videoclip, die 18 miljoen keer (geraadpleegd januari 2022) werd bekeken, beeldt Kadri de liedtekst in gebarentaal uit.
In januari 2019 bracht Kadri het nummer 'Yishma HaEl' (ישמע האל; 'God zal het horen') uit, dat de moeilijke periode beschrijft die ze doormaakte na haar bekering.
Tijdens het vijfde seizoen van het programma The Voice Israel, dat in mei 2019 van start ging en nadien geen vervolg heeft gehad, was Kadri een van de coaches.
Al vanaf het begin van haar carrière is Kadri uitgesproken supporter van LGBT-rechten. Samen met het duo Static & Ben-El bracht ze in juli 2020 de anthem voor de Tel Aviv Pride van dat jaar uit. 'Habib Galbi' (חביב אלבי; Arabisch voor 'Schat van mijn hart') werd een grote hit, met ruim 36 miljoen views op YouTube (geraadpleegd juni 2022) en 5 miljoen streams op Spotify (geraadpleegd juni 2022). In juni 2022 zong Kadri wederom de jaarlijkse anthem van de pride. 'Tinshom' (תנשום; 'Ademen') is een duet op met de Israëlische TikTokker Eden Daniel Gabay.

## Albums
- 2014: Nasrin Kadri
- 2016: Banadik
- 2018: Lomedet lalechet